# I żyli długo i zaplątani
I żyli długo i zaplątani (ang. Tangled Ever After) – amerykański krótkometrażowy film animowany, będący kontynuacją pełnometrażowej animacji z 2010 roku pt. Zaplątani. 
Opowiada o ślubie Roszpunki i Juliana (Flynna Ridera). W 2017 roku powstał film Zanim żyli długo i zaplątani opowiadający o wydarzeniach pomiędzy oryginałem a krótkometrażówką.

## Opis fabuły
Roszpunka i Julian mają wziąć ślub. Został on uroczyście zaplanowany z dbałością o najmniejsze szczegóły. Koń Maximus miał za zadanie podać młodej parze obrączki ślubne, a siedzący na jego głowie kameleon Pascal sypać kwiatki. W pewnym momencie Maximusowi jeden kwiatek wpada do nosa, przez co kicha. Pierścionki gdzieś wylatują. Ze względu na fakt, że wszyscy zgromadzeni są zainteresowani przemową wygłaszaną przez kapłana, koń i kameleon postanawiają pobiec je złapać. Podczas gonitwy spotyka ich wiele przeszkód. Ostatecznie, jeden pierścionek zostaje zdobyty przez Maximusa, a drugi wpada na drut od konstrukcji jednego z puszczonych latających lampionów. Pascal na moment odzyskuje go, lecz zaraz traci na rzecz gołębia, który go porywa. Razem z koniem Kameleon zostaje wystrzelony w powietrze za pomocą liny. Pascal cudem łapie go językiem. Wpadają przez dach do zakładu, w którym używana jest smoła, przez co do zamku akurat w momencie, gdy przemowa jest kończona wracają cali brudni, ale z obrączkami.

## Obsada
| Postać      | Wersja oryginalna  | Wersja polska  |
| ----------- | ------------------ | -------------- |
| Flynn Rider | Zachary Levi       | Maciej Stuhr   |
| Roszpunka   | Mandy Moore        | Julia Kamińska |
| Gołębiarz   | Mark Allan Stewart | brak danych    |
| Ksiądz      | Alan Dale          | brak danych    |
| Królowa     | Kari Wahlgren      | brak danych    |

## Wydanie i odbiór
Film premierę miał 13 stycznia 2012 roku. Wyświetlony został przed filmem animowanym Piękna i Bestia z 1991 odtworzonym ponownie w wersji 3D oraz na Disney Channel 23 marca po filmie Księżniczka i żaba. Od 18 sierpnia 2015 roku jest dostępny na Blu-ray wraz z 11 innymi krótkometrażówkami. Został również opublikowany na iTunes. W serwisie Rotten Tomatoes wśród 5116 opinii internautów, średnia opinia wynosiła 4/5. 79% osób oceniło film pozytywnie. W Filmweb spośród 23866 głosów średnia opinia wynosiła 7,6/10.